# رودريغو سان ميغيل
رودريغو سان ميغيل (بالإسبانية: Rodrigo San Miguel)‏ مواليد 21 يناير 1985، هو لاعب كرة سلة إسباني بدأ مسيرته الاحترافية في سنة 2004 يلعب في ليغا أيه سي بي ويحمل الرقم 00. يبلغ طوله 6 قدم 1 بوصة (1.9 م).

## فرق لعب لها
- باسكت سرقسطة 2002
- نادي بلد الوليد لكرة السلة
- باسكت مانريسا
- فالنسيا باسكت
- سي بي مورسيا

## روابط خارجية
- رودريغو سان ميغيل على موقع الاتحاد الدولي لكرة السلة (الإنجليزية)
- رودريغو سان ميغيل على موقع الدوري الإسباني لكرة السلة (الإسبانية)
- رودريغو سان ميغيل على موقع كرة السلة الأوروبية.كوم (الإنجليزية)
- رودريغو سان ميغيل على موقع ريلجم (الإنجليزية)
- رودريغو سان ميغيل على موقع بروبوليرز (الإنجليزية)
- رودريغو سان ميغيل على موقع سبورتس رفرنس (الإنجليزية)